# SN 2008df
SN 2008df – supernowa odkryta 5 maja 2008 roku w galaktyce A160625+1005. W momencie odkrycia miała maksymalną jasność 19,20m.